# 이상익
이상익(李相翊, 1928년 12월 17일 서천~2006년 9월 22일)은 대한민국의 군인 출신 정치인이다. 제8·10·11·12대 국회의원을 지냈으며 제11대 국회 때는 한일의원연맹 간사장을 역임했다.

## 학력
- 공립 대전고등학교 졸업
- 육군사관학교 제10기 졸업
- 연희대학교 철학과 학사 졸업
- 대한민국 육군보병학교 졸업
- 미국 육군보병학교 졸업
- 미국 육군참모대학교 졸업

## 경력
- 5·16 군사 정변 직후 군사혁명위원회 내무담당관
- 1960년 7월 ~ 1963년 12월 국가재건최고회의 내무담당관
- 주일본대사관 공사
- 중앙정보부 차장보
- 1969년 ~ 1970년 12월 김계원 중앙정보부장 특별보좌관
- 8대 국회의원
- 중앙정보부 차장
- 민주정의당 중앙위원회 의장
- 10,11,12대 국회의원 연임
- 1982년 2월 2일 11대 한일의원연맹 간사장 서리
- 11대 한일의원연맹 간사장
- 석유개발공사 이사장
- 악세스후로아산업(주) 회장

## 역대 선거 결과
|  | 57.05% |

|  | 0% |

|  | 29.33% |

|  | 30.88% |

|  | 10.31% |